# Štadión pod Zoborom
Štadión pod Zoborom est un stade polyvalent situé à Nitra en Slovaquie. Il est principalement utilisé pour les matchs de football et est le terrain du FC Nitra. Il possède 7 384 sièges pour une capacité totale de 11 384 places.

## Reconstruction
En 2018, la reconstruction du stade a commencé. Le coût est estimé à 7,9 millions d'euros, financé à hauteur de 2,4 millions d'euros par le gouvernement slovaque et 5,5 millions d'euros par la ville de Nitra.

## Matchs internationaux
Le stade a accueilli deux matchs amicaux de l'équipe de Slovaquie de football.
| Date         | Équipe 1  | Résultats | Équipe 2        | Type de match |
| ------------ | --------- | --------- | --------------- | ------------- |
| 27 mars 1996 | Slovaquie | 4-0       | Géorgie         | Match amical  |
| 24 mai 2000  | Slovaquie | 1-1       | Arabie saoudite | Match amical  |